# Arvika Hockey
Arvika HC är en ishockeyklubb från Arvika i Värmland grundad 1960. Föreningen slogs 1962 samman med Arvika BK och Arvika FF och bildade IFK Arvika som hade både fotboll och ishockey på programmet. Ishockeysektionen bröt sig ur IFK Arvika 1971 och återbildade Arvika HC. Klubben spelar sina hemmamatcher i Sparbanken Arena i Arvika. Klubben har spelat i Division I perioden 1989-1996 och 1999-2004. Sedan 2006 spelar man i division 2.

## Säsonger i högre divisioner
Klubben spelade första gången i Division II säsongen 1963/1964. Då åkte man ut direkt och det skulle ta sex år innan man till säsongen 1970/1971 återkom. Även då placerade man sig sist och flyttades ner. Efter det skulle det dröja till 1988 innan man fick chansen i andradivisionen igen, som nu hade fått namnet Division I.
| Säsong                                   | Division            | Placering | Vårserie              | Playoff/Kval                                                    |
| ---------------------------------------- | ------------------- | --------- | --------------------- | --------------------------------------------------------------- |
| 1988/1989                                | Division I Västra   | 10        | 7:a i vårserien       | 1:a i kvalserien till Division I                                |
| 1989/1990                                | Division I Västra   | 6         | 4:a i vårserien       |                                                                 |
| 1990/1991                                | Division I Västra   | 8         | 2:a i vårserien       | Playoff: Utslagna av Rögle                                      |
| 1991/1992                                | Division I Västra   | 7         | 6:a i vårserien       |                                                                 |
| 1992/1993                                | Division I Västra   | 7         | 4:a i vårserien       |                                                                 |
| 1993/1994                                | Division I Västra   | 7         | 4:a i vårserien       |                                                                 |
| 1994/1995                                | Division I Västra   | 8         | 6:a i vårserien       |                                                                 |
| 1995/1996                                | Division I Västra   | 8         | 8:a i vårserien       | nerflyttade                                                     |
| 1996–1999 spelade man i lägre divisioner |                     |           |                       |                                                                 |
| 1999/2000                                | Division 1 Västra B | 2         | 4:a i Allettan Västra | Playoff: Besegrar Kristnehamn 3:a i kvalserien till Allsvenskan |
| 2000/2001                                | Division 1 Västra B | 3         | 6:a i Allettan Västra | 3:a förkval                                                     |
| 2001/2002                                | Division 1 Västra B | 7         | 1:a i vårserien       | 4:a i förkval                                                   |
| 2002/2003                                | Division 1 Västra B | 9         | 4:a i vårserien       |                                                                 |
| 2003/2004                                | Division 1 Västra B | 9         | 5:a i vårserien       | nerflyttade                                                     |

## Kända nuvarande och före detta spelare
- Magnus Roupé
- Håkan Nordin
- Mikael Johansson
- Peter Nolander
- Jacob de la Rose
- Mike Stapleton
- Oskar Lang
- Johan Olofsson